# Encarnación Ezcurra
Encarnación Ezcurra (25 tháng 3 năm 1795 - 20 tháng 10 năm 1838) là một chính trị gia người Argentina, vợ của Juan Manuel de Rosas.
Bà là con gái của Juan Ignacio Ezcurra và Teodora de Arguibel. Bà kết hôn với Rosas vào ngày 16 tháng 3 năm 1813. Bà giúp chồng bà trong nhiều hoàn cảnh khó khăn. Năm 1833-1834, chồng bà đã rời khỏi Buenos Aires để dẫn đầu một đội quân trong Chiến dịch Sa mạc để mở rộng biên giới của Argentina. Bà là động lực đằng sau Cuộc cách mạng của những người khôi phục, và là chủ tịch củattổ chức Mazorca. Cuộc cách mạng đã đánh bại Juan Ramón Balcarce, thống đốc của Buenos Aires. 
Sau chiến thắng của chồng bà trong Chiến dịch Sa mạc (1833–34), và với thành công của bà trong việc đảm bảo chức thống đốc cho ông, dân chúng đã trao cho bà danh hiệu Nữ anh hùng của Liên bang Thánh. Đặc biệt đáng chú ý là vào thời điểm đó thành kiến đối với phụ nữ tham gia chính trị đã tăng cao, nhưng Ezcurra đã đạt được những trách nhiệm lớn và một số lượng đáng kể.
Bà đột ngột qua đời ở tuổi 43. Ngay cả các sử gia ngày nay cũng tranh cãi về nguyên nhân cái chết của bà, mặc dù nhiều người tin rằng bà đã chết do ngừng tim hoặc một tình trạng tương tự. Cái chết của bà, đã gây ra nỗi đau lớn cho nhân dân. Hai mươi lăm ngàn người tham dự đám tang của bà từ el Fuerte đến Tu viện San Francisco, nơi bà được chôn cất. Chiếm 40% tổng dân số sống tại Buenos Aires vào thời điểm đó. Chi phí tang lễ đã được đầu tư bởi Ban đại diện, người mà Rosas chính thức cảm ơn vào ngày 1 tháng 11 năm 1838.